# Fermentum (časopis)
Fermentum je český časopis pro homiletiku a kněžskou spiritualitu, který vychází od roku 1994 jako náhrada dřívějšího Homiletického sborníku. Název upomíná na fermentum, tedy kousek eucharistického chleba, který papež posílal kněžím římských titulárních kostelů jako výraz jednoty církve. O jeho vydávání rozhodla Česká biskupská konference na svém zasedání konaném dne 22. září 1993. Vydává ho Matice cyrilometodějská v Olomouci sedmkrát ročně (sedm čísel během jednoho liturgického roku) a je distribuován i na Slovensku.
Šéfredaktorem byl nejprve Mons. Miloslav Klisz a od roku 1998 Mgr. Karel Jakub Berka OPraem. Kromě nich patří či patřili k přispěvatelům především Vladimír Benedikt Holota, Mons. Ladislav Simajchl, Mons. Josef Hrdlička, ThDr. Jiří Skoblík, Mons. Alois Pekárek, Augustin Jarolímek, Ing. Jan Pečený, Mons. Antonín Kupka a Petr Prokop Siostrzonek OSB.